# Vacarisses
Vacarisses är en kommun i Spanien.   Den ligger i provinsen Província de Barcelona och regionen Katalonien, i den östra delen av landet, 500 km öster om huvudstaden Madrid. Antalet invånare är 6 231. Arean är 41 kvadratkilometer. Vacarisses gränsar till Rellinars, Mura, Terrassa, Viladecavalls, Olesa de Montserrat, Esparreguera, Monistrol de Montserrat och Castellbell i el Vilar. 
Terrängen i Vacarisses är kuperad.